# An Eye for an Eye (film 1966)
An Eye for an Eye (o Tailon) è un film western del 1966 diretto da Michael D. Moore. Venne co-scritto da Bing Russell, padre dell'attore Kurt Russell.

## Trama
Talion è un ex-cacciatore di taglie diventato padrone di una fattoria che, dopo che il suo ranch è stato bruciato e sua moglie e suo figlio uccisi, assume il cacciatore di taglie Benny Wallace ( Patrick Wayne, figlio di John Wayne) per rintracciare l'assassino, Ike Slant (Slim Pickens). Lungo la strada, fanno amicizia con la madre single Bri Quince (Gloria Talbott) e suo figlio "Jo-Hi" (Clint Howard). I due cacciatori di taglie vengono in seguito costretti fidarsi l'uno sull'altro quando la mano di Talion viene spappolata in una sparatoria e Wallace accecato durante uno scontro con i fuorilegge di Ike Slant.